# ساندرا تشيك
ساندرا تشيك (بالإنجليزية: Sandra Chick)‏ هي لاعب هوكي الحقل زيمبابوية، ولدت في 2 يونيو 1947 في Burnham Market ‏ في المملكة المتحدة.

## وصلات خارجية
- ساندرا تشيك على موقع أوليمبيديا (الإنجليزية)